# Lanne-en-Barétous
Lanne-en-Barétous är en kommun i departementet Pyrénées-Atlantiques i regionen Nouvelle-Aquitaine i sydvästra Frankrike. Kommunen ligger i kantonen Aramits som tillhör arrondissementet Oloron-Sainte-Marie. År 2022 hade Lanne-en-Barétous 479 invånare.

## Befolkningsutveckling
Antalet invånare i kommunen Lanne-en-Barétous
| Referens: INSEE |